# Връшка чука (връх)
Вижте пояснителната страница за други значения на Връшка чука.
Връшка чука (на сръбски: Вршка Чука или Vrška Čuka) е връх в Западния Предбалкан, граничен между България и Сърбия, с височина 692 метра. Той е най-високата точка на възвишението Връшка чука.
На 6 и 7 юли 1850 г. по време на Видинското въстание пратеници на видинския валия Али Ръза Мехмед паша и на сръбския княз преговарят на връх Връшка чука с водачите на българските въстаници за завръщането на населението по домовете им.